# Old Monroe
Old Monroe – miasto w Stanach Zjednoczonych, w stanie Missouri, w hrabstwie Lincoln.